# Paranød
Paranød (Bertholletia excelsa) er både navnet på de store, spiselige frø og det sydamerikanske træ, frøene kommer fra. Det er én af de forholdsvis få nødder, som har handelsmæssig betydning. Selve frugten ligner en kokosnød, men den viser sig ved åbning at indeholde 8-24 tætpakkede frø, "paranødderne".
Selv om planten egentlig hører hjemme i Brasilien, kommer de fleste nødder fra Bolivia, hvor man kalder dem for almendras ("mandler"). I Brasilien kaldes nødderne for castanhas-do-Pará ("kastanjer fra Pará").
Paranødder er meget righoldige på mineraler som calcium, jern, kalium, magnesium, fosfor, selen og zink. De indeholder 14% protein, 11% kulhydrater og 67% fedtstof. Fedtet fordeler sig med ca. 25% mættede, 41% monoumættede og 34% flerumættede fedtstoffer.  Indholdet af mættede fedtstoffer i paranødder er blandt de højeste hos nødder.
Da paranødder let bliver angrebet af skimmelsvampe, som danner aflatoksin, har man påbudt, at de kun må handles i afskallet tilstand. EU-grænseværdien for den højeste, acceptable andel af aflatoksiner i paranødder blev i 2003 sænket til 4 ppb (1 ppb er = 1 milliardtedel).
- En paranød med skal
- Paranødder uden skal